# Piotr Świerczewski
Piotr Jarosław Świerczewski (phát âm tiếng Ba Lan: [ˈpjɔtr jaˈrɔswaf ɕfjɛrˈtʂɛfskʲi]; sinh ngày 8 tháng 4 năm 1972) là một cựu cầu thủ bóng đá Ba Lan. Trong sự nghiệp 20 năm thi đấu của mình, anh từng thi đấu cho Lech Poznań, GKS Katowice, AS Saint-Étienne (Pháp), SC Bastia (Pháp), Gamba Osaka (Nhật Bản), Olympique Marseille (Pháp), Birmingham City (Anh), Polonia Warszawa và ŁKS Łódź.

## Thống kê sự nghiệp
| Đội tuyển bóng đá Ba Lan | Đội tuyển bóng đá Ba Lan | Đội tuyển bóng đá Ba Lan |
| Năm                      | Trận                     | Bàn                      |
| ------------------------ | ------------------------ | ------------------------ |
| 1992                     | 2                        | 0                        |
| 1993                     | 10                       | 1                        |
| 1994                     | 3                        | 0                        |
| 1995                     | 8                        | 0                        |
| 1996                     | 0                        | 0                        |
| 1997                     | 7                        | 0                        |
| 1998                     | 8                        | 0                        |
| 1999                     | 6                        | 0                        |
| 2000                     | 9                        | 0                        |
| 2001                     | 9                        | 0                        |
| 2002                     | 6                        | 0                        |
| 2003                     | 2                        | 0                        |
| Tổng cộng                | 70                       | 1                        |